# Pierre Kwizera
Jean Pierrot Kwizera (* 16. April 1991 in Bujumbura) ist ein Fußballspieler aus Burundi.

## Karriere
Kwizera begann seine Karriere beim Flamengo de Ngagara aus Ngagara einem Vorort von Bujumbura. Im Januar 2008 wechselte er zu den Hauptstadtclub Henry Athlético Olympique Football Club. Am 2. November 2012 gab er nach vier-einhalb Jahren für Atletico Olympic Bujumbura, seinen Wechsel zu Académie de Football Amadou Diallo-Djékanou zur Elfenbeinküste bekannt. Nachdem er im August 2014 zunächst für den tanzaniaschen Verein Simba SC unterschrieb, spielte er später für Clubs in Ruanda und Oman.

### International
Seit 2009 spielt Kwizera auch für die Burundische Fußballnationalmannschaft und absolvierte 39 A-Länderspiele.